# إلحاد ماركسي-لينيني
الإلحاد الماركسي-اللينيني (بالروسية: марксистско-ленинский атеизм)‏، المعروف أيضا باسم الإلحاد العلمي الماركسي اللينيني، هو جزء من الفلسفة الماركسية–اللينينية (نوع من الفلسفة الماركسية التي وجدت في الاتحاد السوفياتي)، الذي كان لادينيا ومعاديا لرجال الدين، بينما في الوقت نفسه تدعو إلى النظرة المادية في فهم الطبيعة. بحسب الماركسية–اللينينية فإن الدين هو أفيون الشعب، بمعنى أنه يحض على القبول السلبي للمعاناة على الأرض أملا في الثواب بالآخرة. ولذلك تدعو الماركسية–اللينينية إلى إلغاء الدين وقبول الإلحاد. بالإضافة إلى ذلك، يهدف الإلحاد العلمي الماركسي اللينيني إلى شرح «أصل الدين»، وكذلك ما تراه «نقدا علميا له». للإلحاد الماركسي–اللينيني جذور في الفلسفة من لودفيغ فيورباخ، هيغل، كارل ماركس، وفلاديمير لينين.
بعض الماركسيين غير السوفيتيين عارضوا هذا الموقف المعادي للدين، وفي بعض أشكال الفكر الماركسي، مثل حركات لاهوت التحرير في أمريكا اللاتينية وغيرها، رفض الإلحاد الماركسي اللينيني تماما.

## تأثير فيورباخ والهيغليون اليساريون
شارك ماركس، منذ بدايات حياته المهنية، بشكل كبير في السجالات المتعلقة بفلسفة الدين في أوائل القرن التاسع عشر بألمانيا. وقد شكلت الخلافات المريرة المحيطة بالتفسير السليم للإرث الفلسفي الهيغيلي فكر ماركس عن الدين. يعتبر الهيغيليون الفلسفة مؤسسة تهدف إلى خدمة رؤى الفهم الديني، وكان هيغيل قد صاغ أساسيات الإيمان المسيحي بشكل منطقي في فلسفته للروح. كان هيغيل، رغم نقده للدين الدوغمائي المعاصر، ذو اهتمام فكري في المعتقدات الأنطولوجية والمعرفية المسيحية. وكانت فلسفته متوافقة مع وجهات النظر اللاهوتية، وقد اعتبر التفسيرات الدينية لأسئلة الوجود العميقة قيّمة لأبعد حد، ولكنها تحتاج إلى مزيد من التوضيح، والمنهجية والتبرير الحججي. شكلت فلسفته مشروعا مفاهيميا يقوم على حقائق إيمانه. وقد ثار الجدل حول إرثه بعد وفاته في عام 1831 بين «الهجيليين الشباب» والملحدين الماديين، ومن ضمنهم الفيلسوف الألماني لودفيغ فيورباخ. انحاز ماركس لموقف الملحدين الماديين إذ رفض جميع أشكال الفلسفة الدينية، بما في ذلك الأشكال الأكثر ليبرالية منها، وقد أثر فيخ فيويرباخ بشكل كبير. أراد فيورباخ فصل الفلسفة عن الدين ومنح الفلاسفة استقلالية فكرية عن الدين في تفسيرهم للواقع. اعترض فيورباخ على مفاهيم هيغل الفلسفية التي اعتقد أنها تستند إلى وجهات نظره الدينية.

هاجم فيورباخ الأسس المفاهيمية للاهوت وأراد تقويض الدين بواسطة استحداث دين جديد للإنسانية عن طريق إعادة توجيه الهموم البشرية الأساسية حول الكرامة ومعنى الحياة والأخلاق والغرض من الوجود داخل دين إلحادي مبتدع يخلو من الإيمان بالخوارق، لكنه يجيب على هذه الهموم. اعتبر فيورباخ أن التناقض بين البشري والإلهي كان مرده التناقض بين الطبيعة البشرية عموما والبشر الأفراد، وخلصت إلى أن الجنس البشري (ولكن ليس الأفراد) تمتلك في حد ذاتها كل الصفات التي تستحق العبادة وأن الناس قد خلقوا الله اعتباره انعكاسا لهذه الصفات. كتب: 
أراد فيويرباخ تدمير جميع الالتزامات الدينية وتشجيع الكراهية الشديدة تجاه الله. رأى أن كل المؤسسات الدينية يجب استئصالها من الأرض ومن ذكرى الأجيال القادمة، حتى لا تستعيد  السلطة على عقول الناس من خلال خداعهم وتعزيز الخوف من قوى الله الغيبية. كان هذا الفكر الذي جذب كارل ماركس الشاب، وقد تبني ماركس جزءا كبيرا من فكر فيورباخ في نظرته الفلسفية الخاصة. واعتبر ماركس أن الأهداف العليا للإنسانية ستبرر أي تطرف، سواء من التطرف الفكري أو الاجتماعي / السياسي من أجل تحقيق غاياته.

## ماركس
في رفضه لجميع أشكال الفكر الديني، اعتبر ماركس أن مساهمات الدين على مر القرون غير مهمة وغير ذات صلة بمستقبل البشرية. رأى ماركس أن استقلالية البشرية من عالم القوى الخارقة للطبيعة حقيقة أنطولوجية بديهية تم تطويرها منذ العصور القديمة، واعتبر أن لها تقليدا ذو شأن أكثر من المسيحية. حاجج أن المعتقد الديني قد اخترع كرد فعل ضد معاناة العالم وظلمه. في رأي ماركس، كان الفقراء والمضطهدون خالقي الدين الأصليين، وقد استخدمه وسيلة لطمأنة أنفسهم بأنهم سيعيشون حياة أفضل في المستقبل، بعد الموت. وهكذا، كان بمثابة نوع من «الأفيون»، أو وسيلة للهروب من حقائق العالم القاسية.
وعلاوة على ذلك، فإن الفلسفة الإلحادية، من وجهة نظره، قد حررت البشر من قمع قدراتهم الكامنة وسمحت للناس أن يدركوا أنهم سادة أمرهم، وليس قوة خارقة للطبيعة تتطلب الطاعة. كانت معارضة ماركس للدين تستند بشكل خاص إلى هذا الرأي في أنه يعتقد أن الدين يؤدي إلى اغتراب البشر عن الواقع ويعيقهم عن تحقيق قدراتهم الكامنة. ولذلك فقد رأى بوجوب إلغاء الدين من المجتمع.
كتب ماركس عن الدين قبل أن يطور أفكاره المتعلقة بإلغاء الملكية الخاصة والشيوعية. كانت آرائه وأفكاره فيما يتعلق بالدين في الواقع بداية مسيرة ماركس الفلسفية، وقد سبقت عمله على المادية الجدلية. سوف تنصهر المادية بشكل حاسم مع فلسفته الاقتصادية والاجتماعية والسياسية. وخلص ماركس إلى أن الدين، إلى جانب جميع أشكال الفكر الأخرى، كان نتاج ظروف مادية موضوعية. وكان هذا نقيضا للفلسفة التقليدية، وقطيعة جذرية عنها، التي اعتمدت بشكل كبير على المثالية التي خلصت إلى أن الظروف المادية الحالية هي نتاج جميع أشكال الفكر، بما في ذلك الدين. باستخدام المادية اعتقد ماركس أن النظم الاقتصادية، مثل الرأسمالية، أثرت مباشرة على الحالة المادية للمجتمع. وعلاوة على ذلك، من خلال التخلص من النظم الاقتصادية الطبقة القمعية فإن الدولة، بالإضافة إلى المجتمع والطبقة والدين، سوف تضمحل مع المجتمع القديم وسيحل محلها مجتمع شيوعي جديد بلا دول ولا طبقات. علاوة على ذلك، فإن المجتمع الطبقي والنظم الاقتصادية التي أوجدته كانت أصل الدين الذي تستخدمه المجتمعات القمعية للحفاظ على وتبرير القمع الطبقي الذي يخبره الناس في المجتمع الطبقي. وصف ماركس الدين بأنه أفيون استخدمه الناس من أجل مواجهة الظروف القاسية التي نشأت في المجتمعات الطبقية بما في ذلك الرأسمالية.
وبهذه الطريقة حول ماركس هجوم فيورباخ على الدين من نقد فلسفي أساسا إلى دعوة للعمل. ولذلك رأى أن الإلحاد هو حجر الأساس الفلسفي لأيديولوجيته، ولكنه في حد ذاته غير كاف لحل الآفات الاجتماعية.
الإلحاد الفكري الذي آمن به فيورباخ وآخرون في عصره، حوله ماركس إلى دراسة أكثر تعقيدا ونقدا للظروف المادية المسؤولة عن الدين.
كان للمادية الجدلية مهمة تقديم نفسها كبديل للآراء الدينية عن الخلق. فالبشر هم المنتجات الطبيعية للتفاعل بين القوى المادية، وليس هناك مجال للتدخل الخارق في مصير البشر. وقد جاء الدين أصلا، وفقا لماركس، كوسيلة استخدمتها الطبقات المستغلة للهروب من الحقائق القاسية للوجود ووهما يعزي الفرد بأمل مكافأة مستقبلية. على الرغم من أن أصل الدين كان من الطبقات المضطهدة، فقد استخدمته الطبقات الحاكمة أداة للسيطرة العاطفية والفكرية على الجماهير. اعتبر ماركس أن المسيحية كانت على هذا النحو، أصلها دين للعبيد آملين بمكافأة بعد حياتهم القاسية، ولكنها أصبحت لاحقا أيديولوجية خادعة نوعا ما تستخدمها الطبقات الحاكمة للحفاظ على الوضع الراهن.
لقد بدأ الدين المسيحي احتجاجا روحيا على ظروف الحياة، حيث اعتقدت الطبقات الدنيا أن قوة خارقة تفضلها عن الطبقات الحاكمة الأكثر ثراء. ومع ذلك، فقد انحرفت عن غاياتها الأصلية إلى نوع من التعزية الكاذبة للأشخاص الذين تقبلوا خضوعهم. اعتبر هذا الانحطاط في التقليد الماركسي اللينيني اللاحق نوعا من الانحراف عن الغايات النبيلة الأصلية للدين من قبل النخبة الاجتماعية والثقافية. هذا الرأي بأن المسيحية قد حرفتها النخبة يبرر  جزئيا الفعل الثوري من أجل إلغائه واستبداله بالإلحاد.
اعتمد ماركس الشاب أيضا على آراء جورج فريدريك دومر أن المسيحيين قدموا قرابين بشرية وتناولوا الدم واللحم البشر. واعتقد بأن معرفة هذه الممارسات قد تعرض المسيحية لضربة قاتلة.
عداء ماركس للدين خف في حياته اللاحقة إذ قلت كتاباته عن هذا الموضوع وأظهر حماسة أقل لمحاربة الإيمان الديني. توصل لاحقا إلى الرأي القائل أن الدين سيختفي بشكل طبيعي بسبب ثراء الأفكار التي ستخرج من نظام الحياة الاجتماعية الشيوعية العقلاني. ومع ذلك، فإن هذه الفكرة ستتعرض للهجوم لاحقا من قبل لينين والمؤسسة السوفيتية التي خلفته إلى درجة العنف والتطهير الموجه إلى أنصار هذه الفكرة «اليمينية» أو «الميكانيكية» القائلة أن الدين سيختفي من تلقاء نفسه.
في حياته المتأخرة اكتفى ماركس بالكتابة عن الحاجة لفصل الدين عن الدولة، لكنه كان لا يزال معاديا للمعتقد الديني. وأعرب عن اعتقاده بأن الإيمان بوجود الله غير أخلاقي ولا إنساني.
سيزداد التركيز على العنصر الإلحادي في الشيوعية في بعض الحركات الماركسية بعد وفاته.

## إنجلز
كتب فريدريك إنجلز، بشكل مستقل عن ماركس، حول قضايا عصره، بما في ذلك السجالات الدينية. في مؤلفاته «ضد دوهرينغ» و «لودفيغ فيويرباخ ونهاية الفكر الألماني الكلاسيكي»، وقد انتقد الرؤيا المثالية للعالم بشكل عام، بما في ذلك النظرة الدينية للواقع. لقد اعتبر أن الدين «انعكاس خيالي في أذهان الناس للقوى الخارجية» التي تسببت في ظروف الحياة البائسة في المراحل الأولى من التاريخ. وقال أنه يعتقد أن ازدياد تحكم البشرية بوجودها، سيقضي على هذه الأوهام الناتجة عن يأس البشرية من العالم الذي تحيى به. بما أن الإيمان بالله جاءت من حاجة الناس للشعور بتحكمهم ولو جزئيا بحياتهم، فإنه يفسر أنه من خلال القضاء على هذه الحاجة، فإن الدين (انعكاس هذه الحاجة) سيختفي تدريجيا.
اعتبر إنجلز الدين وعيا زائفا، غير متوافق مع الشيوعية. وقد حث إنجلز، في اتصالاته المستمرة مع قادة الأحزاب الاشتراكية الديمقراطية والأحزاب الشيوعية في أوروبا، وكذلك مؤسسي الأممية الأولى (الاتحاد السياسي للحركات الشيوعية في القرن التاسع عشر)، على نشر الإلحاد وتنميته. ودعا أيضا إلى نشر التعليم العلمي على نطاق واسع من أجل التغلب على مخاوف وأوهام الناس الذين يحتاجون إلى تفسير ديني للعالم من حولهم. وأعرب عن اعتقاده بأن العلم سوف يقدم تفسيرا للأشياء التي احتاج الناس في السابق للدين لتحقيقها، وعن طريق تقديم هذا التفسير، لن يشعر الناس بالحاجة إلى الدين لهذا الغرض. لقد كتب الكثير عن الاكتشافات العلمية العظيمة في عصره واستخدمها لدعم مبادئ المادية الجدلية في جميع مؤلفاته المخصصة للجماهير العادية في الحركات الشيوعية. بما في ذلك الاكتشافات في علم الأحياء، والفيزياء، والكيمياء، والأنثروبولوجيا وعلم النفس، وقد استهدمها إنجلز كلها ليحاجج ضد الحاجة إلى التفسيرات الدينية للعالم. آمن إنجلز أن العلم سيجعل البشرية تثق بنفسها وتتقبل سيادتها على الواقع. مما يمنح الإنسانية القدرة على السيطرة على العالم التي تحيى به، وبالتالي تتغلب على الظروف القاسية التي أنتجت حاجة في الناس للإيمان بإله يتحكم بالكون. في رأيه فقد برر التقدم العلمي في عصره  النظرة المادية والإلحادية للعالم التي تعتنقها المادية الجدلية. لقد عفا الزمن عن الفلسفة التأملية واللاهوت العقلاني في ضوء التقدم العلمي.
وآمن أيضا أن التقدم العلمي يتطلب المادية الإلحادية ليتغير كذلك ويصبح علما وليس فلسفة منفصلة عن العلوم.
إن آراء إنجلز حول الحاجة إلى التعليم العلمي والحاجة إلى الإلحاد المادي للاعتماد على العلم، انتشرت على نطاق واسع بين الشيوعيين، وسوف تصبح فيما بعد موقفا أساسيا للتعليم السوفيتي، الذي كان معاديا للإيمان الديني.

## لينين

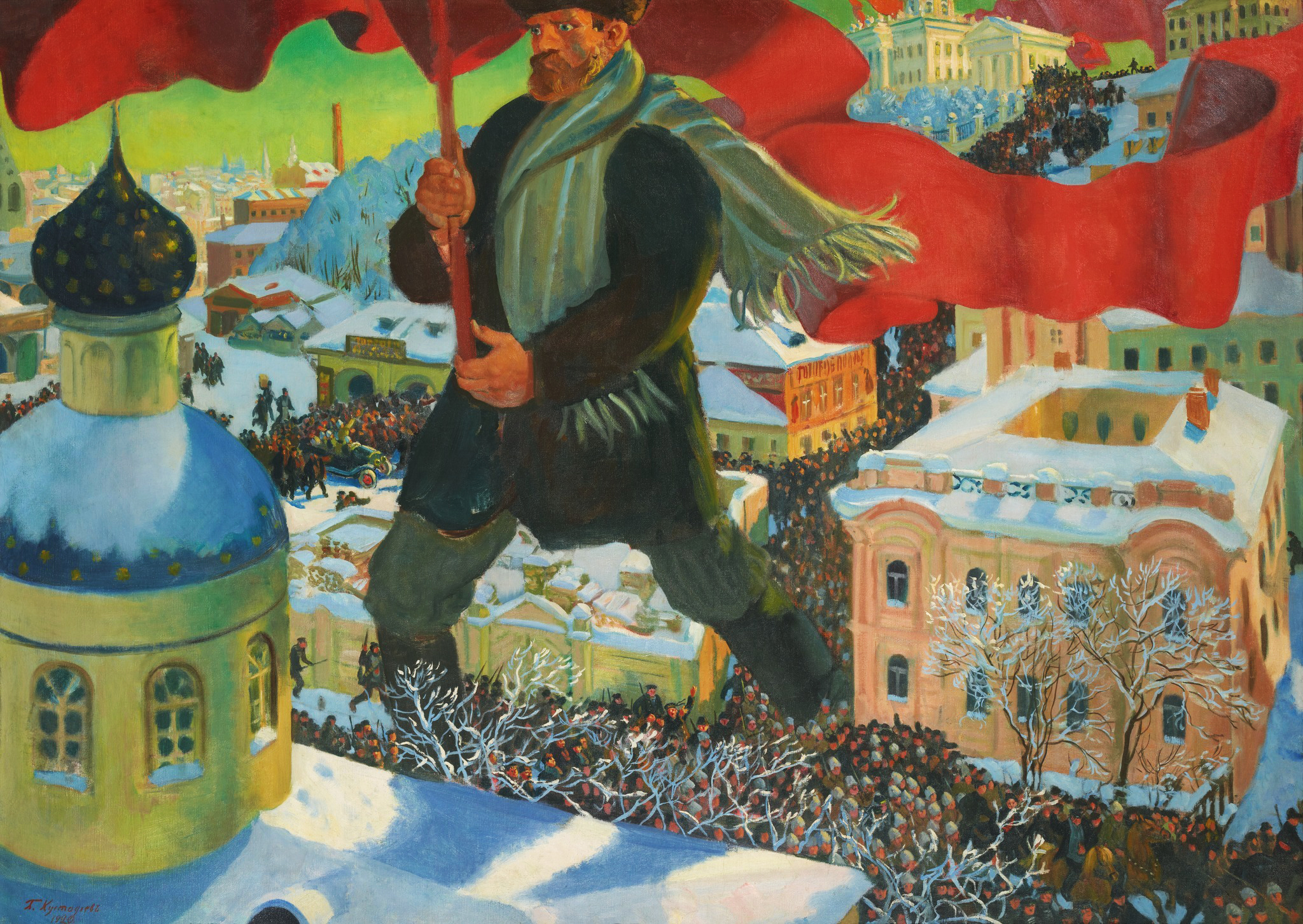
"البلشفي" لوحة بوريس كستوديف من عام 1920 التي تصور ثوريا حاملا الراية الحمراء، محدقا في الكنيسة المسيحية الأرثوذكسية.

يتبع فلاديمير لينين هذا التقليد، ويعتبر الدين أفيونا يجب على الاشتراكيين الحقيقيين مكافحته دوما. لقد لاءم لينين أفكار ماركس وإنجلز الأيديولوجية للسياق الخاص بروسيا وتفسيره للماركسية ومذهبه المعادي للدين تأثر بالتقاليد الفكرية لبلده. اعتبر لينين أن الدين في روسيا أداة أيديولوجية رئيسية بيد الطبقات الحاكمة لاستغلال الجماهير إذ أنه يدعو الرعية للخضوع لمستغليها، ويخفف من تأنيب ضمير المستغلين لإيمانهم بأن الصدقة ستجلب لهم الحياة الأبدية.
بما أن الدين هو الأداة الأيديولوجية التي أبقت على النظام، اعتقد لينين أن الدعاية الإلحادية ضرورية للغاية. لهذا الغرض، قبل الثورة، كرس فصيل لينين جزءا كبيرا من موارده الضئيلة للدعاية المضادة للأديان، وحتى خلال الحرب الأهلية، كرس لينين الكثير من طاقته الشخصية في الحملة المناهضة للدين. كان من الضروري إضعاف تأثير الكنيسة الأرثوذكسية بشكل خاص من أجل تقويض النظام القيصري. احتاج السكان برأيه إلى الاستعداد من أجل الانتقال من المعتقدات الدينية إلى الإلحاد، كما تتطلب الشيوعية منهم.
اعتبر لينين أن الإلحاد والأفكار النظرية، ليسوا مهمين في حد ذاتهم، ولكن كأسلحة تستخدم في الصراع الطبقي من أجل الإطاحة بالطبقات الحاكمة التي دعمت نفسها بالدين. لهذا السبب اعتبر أنه من المهم الحفاظ على حزب مستنير فكريا لا يؤمن بالخرافات الدينية، واعتبر أن الاشتراكي الحقيقي يجب أن يكون ملحدا. لا يمكن فهم المناقشات النظرية والأفكار الفلسفية أو اللاهوتية المجردة بمعزل عن الظروف المادية للمجتمع. لم يؤمن لينين بوجود بحث أكاديمي محايد وموضوعي، لأنه اعتبر، وفقا للتقاليد المادية التاريخية، أن ممارسة كل نشاط فكري يتعلق بالمصالح الطبقية. واعتقد أن المناقشات الفلسفية كانت دائما حزبية، وقد كتب مؤلفه من عام 1909 «المادية والمذهب النقدي التجريبي» من هذا المنظور، كما احتفظ بملاحظات واسعة من مؤلفات أرسطو وديكارت وكانط وهيغل، كان يعتقد أنها تحوي إجابات على أسئلة تتعلق بالنضال الطبقي الأيديولوجي.
لم يكن لينين يتسامح مع أي أثر للمثالية في وجهات نظر خصومه أو زملائه، واعتبر أن أي موقف أقل من النظرة المادية الإلحادية التامة كان تنازلا للهيمنة الأيديولوجية للطبقات الحاكمة ومعتقداتها الدينية. واعتبر أن الدين سياسي بطبيعته والهدف الأساسي للهجمات الأيديولوجية. اعتبر لينين أن الإلحاد المتشدد كان حاسما جدا لفصيله لدرجة أنه تجاوز تقاليد الإلحاد الروسية لبيلينسكي، هيرزين، وبيزاريف، ونظم حركة منهجية عدوانية لا هوادة فيها من التحريض المضاد للأديان. أسس مؤسسة كاملة من الدعاة الملحدين المحترفين في اتحاد الجمهوريات الاشتراكية السوفياتية الذين انتشروا في جميع أنحاء البلاد بعد عام 1917 والذين كانوا «الجنود المشاة» للحملات المعادية للدين التي هدفت القضاء على الدين وجعل السكان ملحدين.
أصبح تعصب لينين العدائي الذي لا لبس فيه تجاه الإيمان الديني سمة مميزة للإلحاد السوفيتي الأيديولوجي، وهو ما يتناقض مع آراء معادية للديانات أكثر اعتدالا عند الماركسيين خارج الاتحاد السوفييتي. فعدائه للدين لا يسمح بأي تنازلات، حتى أنه كان ينفر المؤمنين اليساريين الذين تعاطفوا مع البلاشفة. بل إنه نفّر بعض الملحدين اليساريين الذين كانوا على استعداد لتقبل المعتقدات الدينية. وأصبحت مهاجمة الدين أكثر أهمية بالنسبة إلى لينين مما كانت عليه لماركس.
هاجم لينين قائدا بلشفيا بارزا ومفوض الاتحاد السوفياتي السابق للتنوير، أناتولي لوناشارسكي، لمحاولته استيعاب المشاعر شبه الدينية في النظرة العالمية للشيوعية. وكان لوناشارسكي يحمل أفكارا مشابهة لمفهوم فيورباخ حول استبدال الدين بدين جديد ملحد به مكان للمشاعر والطقوس والمعاني الدينية، ولكنه كان متوافقا مع العلم ولم يكن لديه معتقدات خارقة للطبيعة (راجع: بناء الله). اعتبر لوناشارسكي أنه في حين أن الدين كان كاذبا ويستخدم أداة للاستغلال، فإنه لا يزال يزرع العاطفة والقيم الأخلاقية والرغبات بين الجماهير من الناس، والتي يجب على البلاشفة التحكم بالدين والتلاعب به بدلا من إلغائه. وينبغي أن تتحول هذه المنتجات الدينية إلى قيم إنسانية للأخلاق الشيوعية بدلا من أن تلغى، إذ أنها تشكل أساسا للسلامة النفسية والأخلاقية للجماهير. باستبدال الدين التقليدي بدين جديد إلحادي تُعبد فيه الإنسانية بدلا من الله، فإن الاشتراكية ستحقق نجاحا أفضل بكثير، وفقا للوناشارسكي. وأعرب عن اعتقاده بان هذا سيكون أقل مواجهة وانتهاكا للثقافة والتقاليد التاريخية للحضارة الأوروبية.
لكن لينين غضب من فكرة لوناشارسكي هذه، لأنه اعتبرها تنازلا للإيمان الديني، وبالتالي ضارة في أقصى الحدود. وادعى أنه تجاهل حقيقة أن الدين هو أداة أيديولوجية لقمع الجماهير، وادعى أن أفكار لوناشارسكي كانت حلا وسطا خطيرا وغير ضروري مع القوى الرجعية للإمبراطورية الروسية. أصبح الإلحاد المتشدد مبدأ اختبار صدق الالتزام الماركسي بالنسبة للينين، واعتبر التوصل إلى حل وسط انتهاكا لمبادئ الاشتراكية حتى بهذه الطريقة، التي لم تستحضر أية معتقدات خارقة للطبيعة، مع الأفكار الدينية.
كان ماركس قد رفض في وقت سابق اقتراح فيورباخ لدين ملحد، وكان لينين ينظر إلى ماركس كمثال له. وأعرب عن اعتقاده أنه حتى أدنى حل وسط مع الإيمان الديني من شأنه أن يتحول تحت ضغوط سياسية مكثفة إلى خيانة لقضية الشيوعية تماما. كان على الشيوعي الحقيقي أن يكون ملحدا وفقا لينين.

## الاتحاد السوفيتي

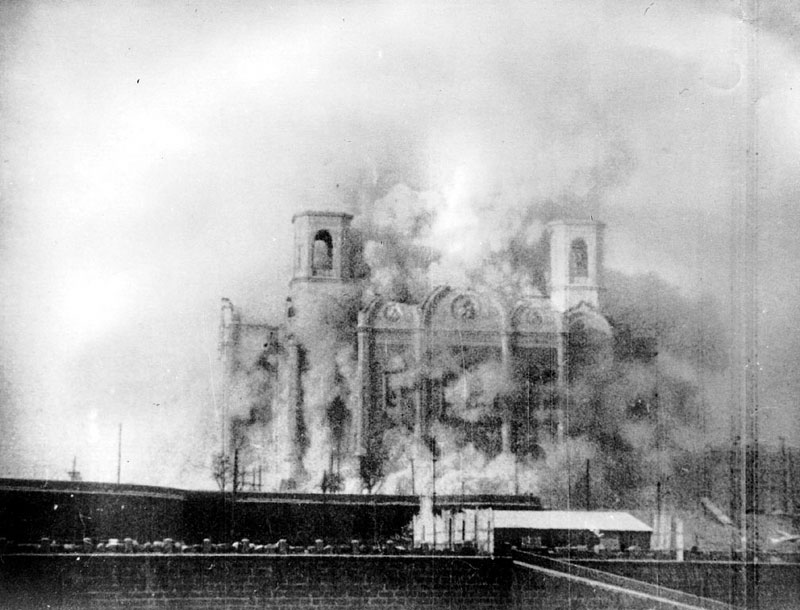
هدم كاتدرائية المسيح المخلص في موسكو خلال عام 1931.

السياسة التي بدأها لينين واستمرت خلال تاريخ الاتحاد السوفييتي كان مفادها تسامح الدولة مع الدين إلا أن على الحزب بذل قصارى جهده لإزالته تدريجيا من المجتمع. وهكذا، كان من المفترض أن يكون للدولة السوفياتية والحزب الشيوعي - وهما مؤسستان منفصلتان - موقفين مختلفين تجاه الدين، مع كون المؤسسة الأولى محايدة والثانية معادي له. ومع ذلك، وبما أن اتحاد الجمهوريات الاشتراكية السوفياتية كان دولة الحزب الواحد، فإن التمييز بين الحزب والدولة أصبح غير واضح تماما مع مرور الوقت، مما أدى إلى قمع الدين تارة والتسامح، بدرجات متفاوتة، طورا. وعندما كتب لينين عن موقف الحزب المناهض للدين، لم ير استبدال الدين بالإلحاد غاية بحد ذاتها، لكنه كتب أنه يجب أن يكون ذلك مصحوبا برؤية مادية للعالم.

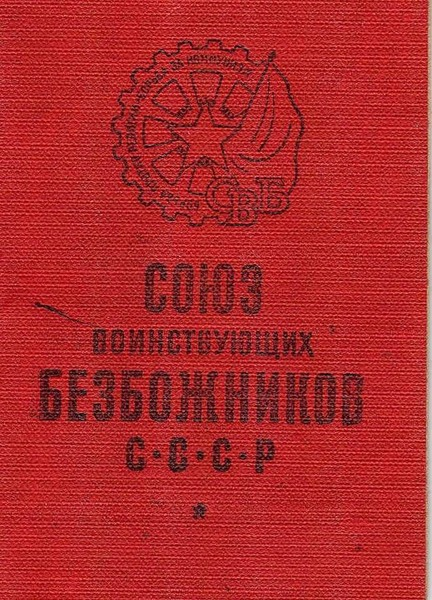
بطاقة عضوية رابطة الملحدين المتشددين (Союз воинствующих безбожников) في الاتحاد السوفياتيي.

الماركسية كما فسرها لينين وخلفاؤه تتطلب تغييرات في الوعي الاجتماعي وإعادة توجيه معتقدات الناس. اعتبرت الماركسية السوفيتية غير متوافقة مع الاعتقاد في خارق. الشيوعية تتطلب رفضا واعيا للدين أو لا يمكن أن تنشأ. لم تكن هذه أولوية ثانوية للنظام، كما أنها لم تكن عدائية تطورت نحو الدين باعتباره نظاما متنافسا أو منافسا للفكر، ولكنه كان تعليما أساسيا ورئيسيا للمذهب الفلسفي للحزب الشيوعي في الاتحاد السوفيتي. كانت الفلسفة الماركسية تشارك تقليديا في نقد علمي دقيق للدين ومحاولة «إزالة الغموض عن المعتقد الديني».
وفقا للنظرية الماركسية، فإن الدين هو نتاج الظروف المادية وتنظيم الملكية الخاصة. وعملا بهذه الفرضية، كان الإلحاد المتشدد للقيادة السوفيتية يعتبر في البداية أن الدين سوف يختفي من تلقاء نفسه بعد مجيء النظام الاشتراكي. لذلك، بعد الثورة، تسامح البلاشفة في البداية مع الدين، باستثناء الأرثوذكسية (التي كانت عرضة للاضطهاد بسبب صلاتها مع النظام القيصري). عندما اتضح بعد تأسيس الاتحاد السوفييتي أن الدين لم يختف من تلقاء نفسها، بدأ الاتحاد  السوفيتي حملات عامة ضد الأديان.
واعتبر لينين أن مكافحة المعتقدات الدينية واجب مطلق. وشملت الحملات كميات هائلة من الدعاية المعادية للأديان، وتشريعات معادية للأديان، والتعليم الإلحادي، والتمييز ضد الأديان، والمضايقات، والاعتقالات، وحملات الإرهاب العنيف أيضا. وقد ناقش القادة السوفيتيون والدعاة وغيرهم من الملحدين المتشددين منذ سنوات مسألة ما هو النهج الأكثر واقعية من أجل القضاء على الدين. جندت الدولة الملايين من الناس، وأنفقت مليارات الروبلات، وبذلت جهودا لا تصدق لتحقيق هذه الغاية، على الرغم من أنها فشلت في نهاية المطاف في تحقيق هدفها. في الواقع، في عام 1959، دورة بعنوان «أساسيات الإلحاد العلمي» أدخلت في المناهج الدراسية لجميع مؤسسات التعليم العالي، وفي عام 1964، جعلت إلزامية لجميع التلاميذ بعد «قلة تجاوب الطلاب».
الطبيعة البراغماتية للإلحاد المتشدد للاتحاد السوفييتي، يعني أن بعض التعاون والتسامح يمكن أن يكون قائما بين النظام والدين عندما اعتبر أنه في مصلحة الدولة العليا أو تبين أن بعض الأساليب المعادية للأديان سوف تتسبب في ضرر أكثر من جيدة نحو غاية القضاء على الدين (مثل تشدد المشاعر الدينية للمؤمنين). وهذه الأشكال من التعاون والتسامح لا تعني بأي حال من الأحوال أن الدين لا يلزم القضاء عليه في نهاية المطاف. كان الإلحاد المتشدد التزاما فلسفيا عميقا وأساسيا من الأيديولوجية، وليس مجرد القناعات الشخصية للذين يديرون النظام.